# Guinguette
« Guinguette » redirige ici. Pour les autres significations, voir Guinguette (homonymie).

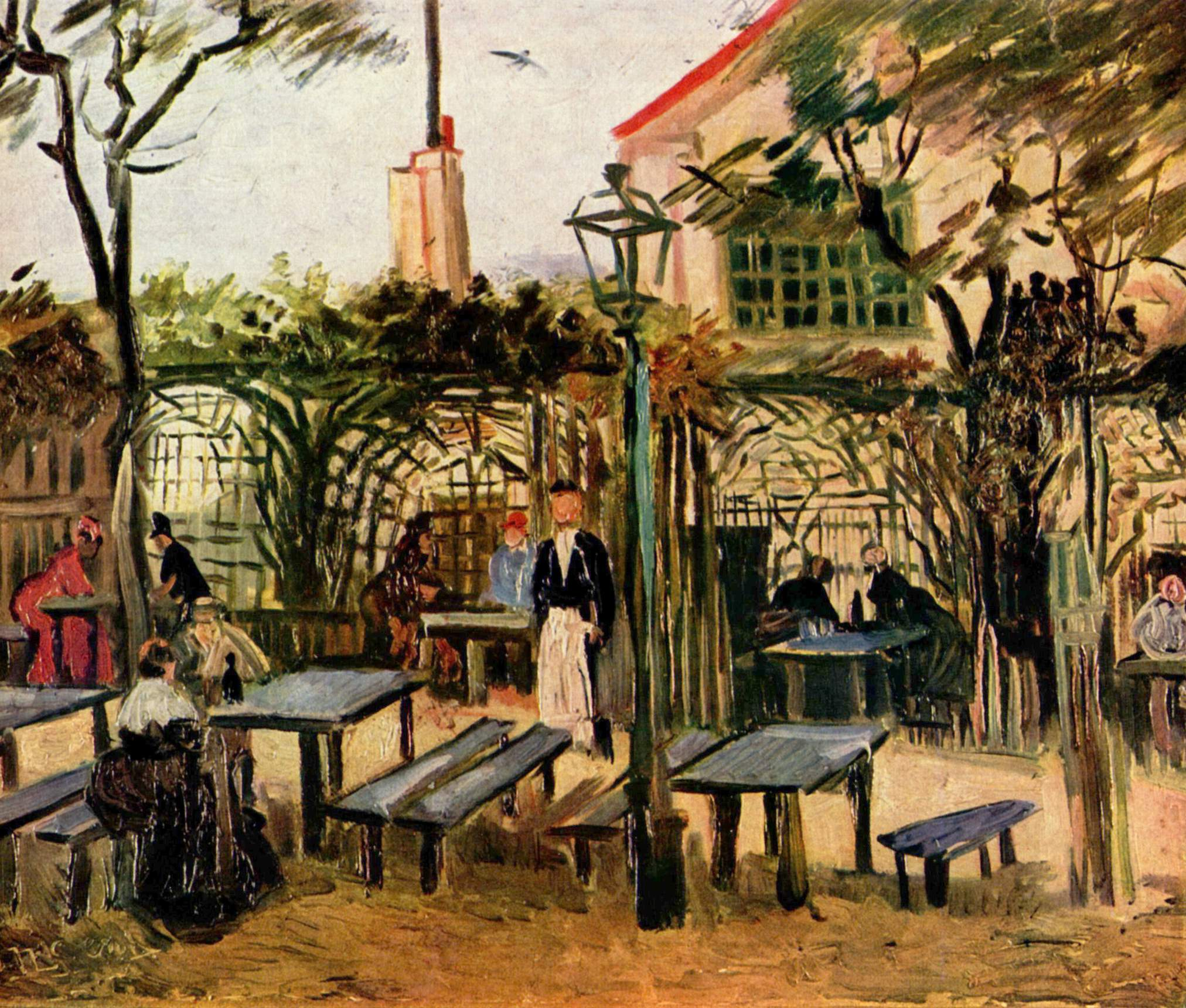
La Guinguette, Vincent van Gogh.

Une guinguette est à l'origine, au XVIIe siècle, un cabaret populaire de banlieue parisienne où l'on peut également se restaurer. Ce n'est que vers la fin du XVIIIe siècle que les guinguettes commencèrent à vraiment se distinguer des simples débits de boisson en proposant leur activité de petits bals musette relativement bon marché, ce type d'établissement se développant par la suite un peu partout en France. 
L'origine la plus probable du terme est le mot « guinguet », désignant un petit vin blanc aigre et bon marché produit en Île-de-France.
Dans la deuxième partie du XXe siècle, l'interdiction de la baignade dans les rivières — motivée par des motifs d'hygiène et de sécurité — et les formes nouvelles de divertissement ont lentement provoqué le déclin des guinguettes. Depuis les années 1980, on assiste cependant à un certain renouveau — en particulier dans les boucles de la Marne, mais aussi en Basse-Normandie —, et dans les années 2020, un nouveau style de guinguettes apparaît : péniches, espaces de danse ou de jeux, ce sont la plupart du temps des brasseries-restaurants éphémères et estivaux.

## Les hypothèses étymologiques
L’origine du mot « guinguette » est controversée.
Charles Virmaître propose une étymologie se rapprochant de celle la plus communément admise : « La chaussée de Mesnil-Montant était de temps immémorial fréquentée par une foule de Parisiens qui ne reculaient pas à gravir sa pente rapide pour se rendre aux guinguettes nombreuses sur sa hauteur. On y buvait un petit vin, produit des vignes dépendant du clos Guinguet ; c'est ce qui donna le nom de guinguettes aux endroits où on le débitait. »,.
Une origine populaire fait venir le nom de bal-guinguette de Pierre Guinguet, fondateur vers 1640 d'un cabaret à Ménilmontant,.
Une autre hypothèse serait que le vin passablement vert qui y était servi faisait « guinguer », c'est-à-dire danser, faire la fête pour ceux qui le buvaient,.

## Historique

### Situation géographique

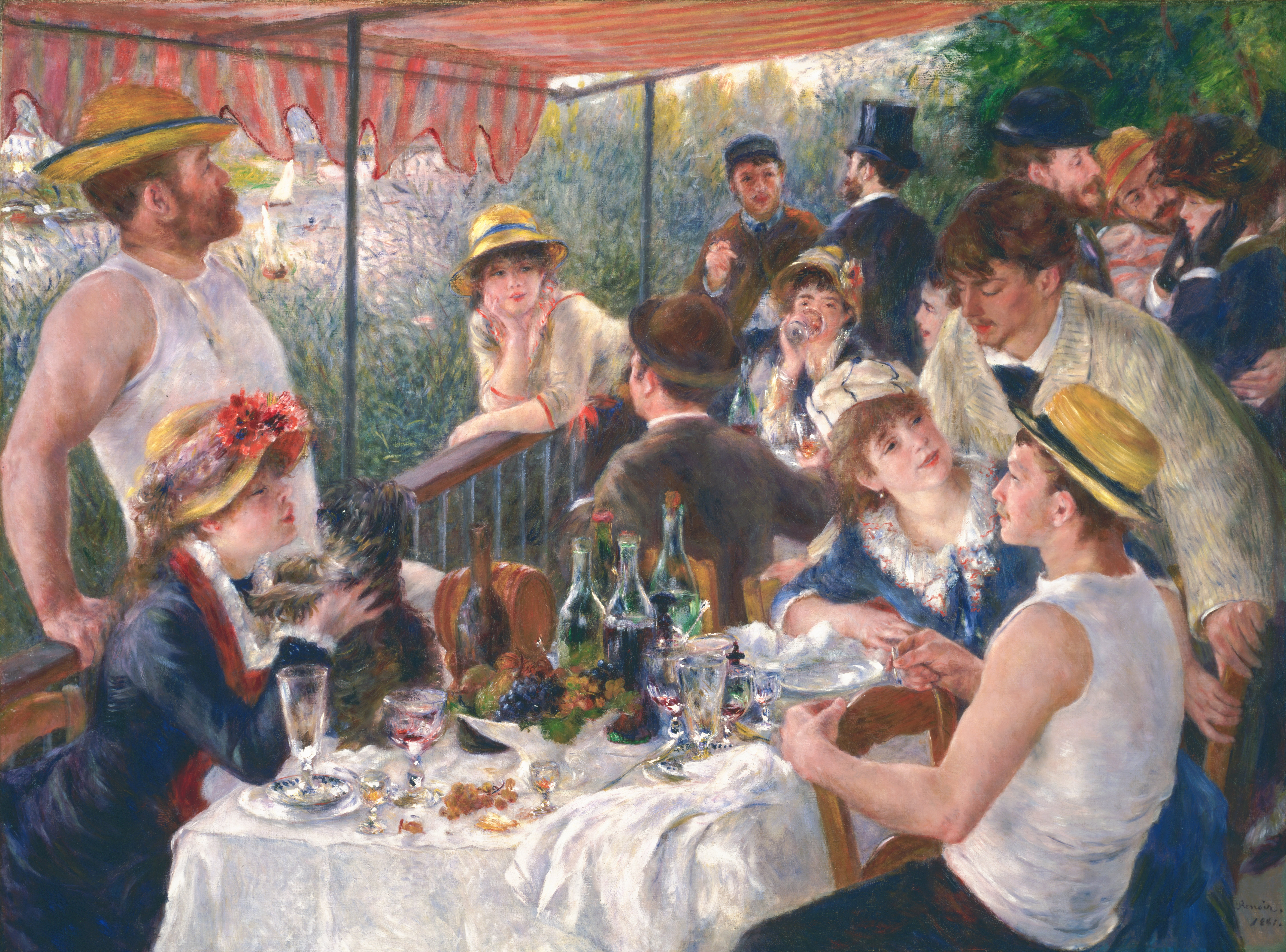
Le Déjeuner des canotiers d'Auguste Renoir, peint sur la terrasse de la maison Fournaise, un hôtel-guinguette sur l'île de Chatou (1880-1881).

Avant l'agrandissement de Paris en 1860, qui engloutit un certain nombre de petites localités voisines, un grand nombre de guinguettes se trouvent juste au-delà des barrières pour échapper à l'octroi sur les vins, la taxe qui frappe les marchandises entrant dans la ville de Paris. En s'établissant en dehors des murs de la ville, ces établissements n'y sont pas soumis. Les plus fameux sont les guinguettes de la Courtille, lieu qui se trouvait près de la barrière de Belleville. On trouve des guinguettes sur les bords de la Seine et de la Marne, et certaines jusqu'à l'entrée de Rouen. Pour acheminer les Parisiens désireux de s'y rendre, des services de coche d'eau sont mis en place depuis la capitale jusqu'à certaines villes.
Certains établissements ne se trouvant pas éloignés de fleuves où se pratiquait le canotage, c'est vers la fin du XVIIIe siècle que les guinguettes commencent à vraiment se distinguer des simples débits de boisson en proposant leur activité de petits bals musette relativement bon marché. Elles sont à cette époque surtout fréquentées l'été, le dimanche par un public familial, le lundi par les ouvriers et le jeudi par les étudiants.
À Suresnes, par exemple, dans la banlieue ouest, fleurissent plusieurs guinguettes, baptisées « La Belle Gabrielle », « Le Moulin Rose » ou encore « Le Chalet du Cycle ». Souvent situées rue du Pont et le long des quais de Seine, les pêcheurs y fournissent les restaurants et les vignerons produisent sur les coteaux du mont Valérien le « petit bleu », un vin blanc peu onéreux, la commune jouissant d'une tradition viticole ancienne.
Le développement des transports depuis Paris (trains de la ligne de Paris-Saint-Lazare à Versailles-Rive-Droite, navettes fluviales de la Seine) accroît fortement leur fréquentation, tandis que l'hippodrome de Longchamp voisin draine les turfistes souhaitant s'y désaltérer. Des attractions sont parfois proposées, comme à « La Belle Cycliste », où un petit téléphérique fonctionne au-dessus des jardins du restaurant. Après leur âge d'or compris entre la fin du XIXe siècle et le début du XXe siècle, les guinguettes de Suresnes finissent remplacées par des usines ou démolies dans le cadre du réaménagement des quais qui suit la construction d'un nouveau pont,,,,.
Le développement du chemin de fer et la création de la gare de la Bastille avec de nombreux trains vers la banlieue est de Paris est pour beaucoup dans le succès des guinguettes éloignées de la capitale. Il y avait des guinguettes par centaines jusqu'à Nogent-sur-Seine, lieu où les bords de Seine ont le plus changé et, sous l'impulsion de Joseph Gueusquin, à Robinson dans le sud de Paris, desservi par la ligne de Sceaux.
Les guinguettes furent également un éminent sujet de peinture, fin XIXe siècle et première moitié du XXe siècle. Le cinéma français de l'entre-deux guerres a également mis en scène les guinguettes dans lesquels se donnaient régulièrement des bals musette (voir plus loin « Films de fiction »).
| Vidéo externe | |
|               | "Quand on s'promène au bord de l'eau", extrait de La Belle équipe de Julien Duvivier, chanté par Jean Gabin (1936) |

### Déclin de la tradition et regain d'intérêt
Dans la deuxième partie du XXe siècle, l'interdiction de la baignade dans les rivières — motivée par des motifs d'hygiène (qualité de l'eau dégradée dans les années 1960-1970) et de sécurité (risques dus au trafic des péniches et noyade) — et les formes nouvelles de divertissement ont provoqué le déclin des guinguettes, qui passent dans le domaine de la nostalgie.
Depuis les années 1980, on assiste cependant à un certain renouveau, en particulier dans les boucles de la Marne : Créteil, Champigny-sur-Marne, Joinville-le-Pont, Nogent-sur-Marne, Le Perreux, mais aussi en Basse-Normandie à Pont-d'Ouilly, et en Indre-et-Loire à Tours. Les guinguettes constituent une des attractions de la manifestation annuelle organisée par le département du Val-de-Marne, le Festival de l'Oh. Une guinguette est également organisée, chaque année à la mi-juin, au parc Henri-Sellier par l'association arts et loisirs du Plessis-Robinson. À noter également qu'une association, Culture guinguettes, se consacre à la conservation du patrimoine et de la tradition des guinguettes. Chaque été, une guinguette installée au jardin des Deux Rives à Strasbourg en bordure du Rhin, proposait bals et cours de danses du monde jusqu'en été 2016. On retrouve également une guinguette organisée chaque année à Nogent-le-Bas (Haute-Marne) par l'association des Balibeux, et qui rassemble des amoureux de variété française dansant sur le parquet une bonne partie de la soirée.
Dans les années 2020, un nouveau style de guingettes apparaît. Ce sont la plupart du temps des brasseries-restaurants éphémères et estivaux : « De ringardes, les guinguettes sont redevenues « tendance ». [...] À la différence des années 1920, on n’y vient pas vraiment pour danser. Plutôt pour se retrouver autour d’un verre et d’une assiette, dans une ambiance musicale ou pas, en bande d’amis ou en famille. »

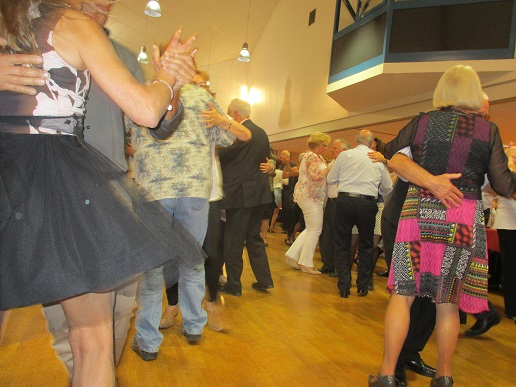
Un bal musette dans une guinguette intérieure (2017).
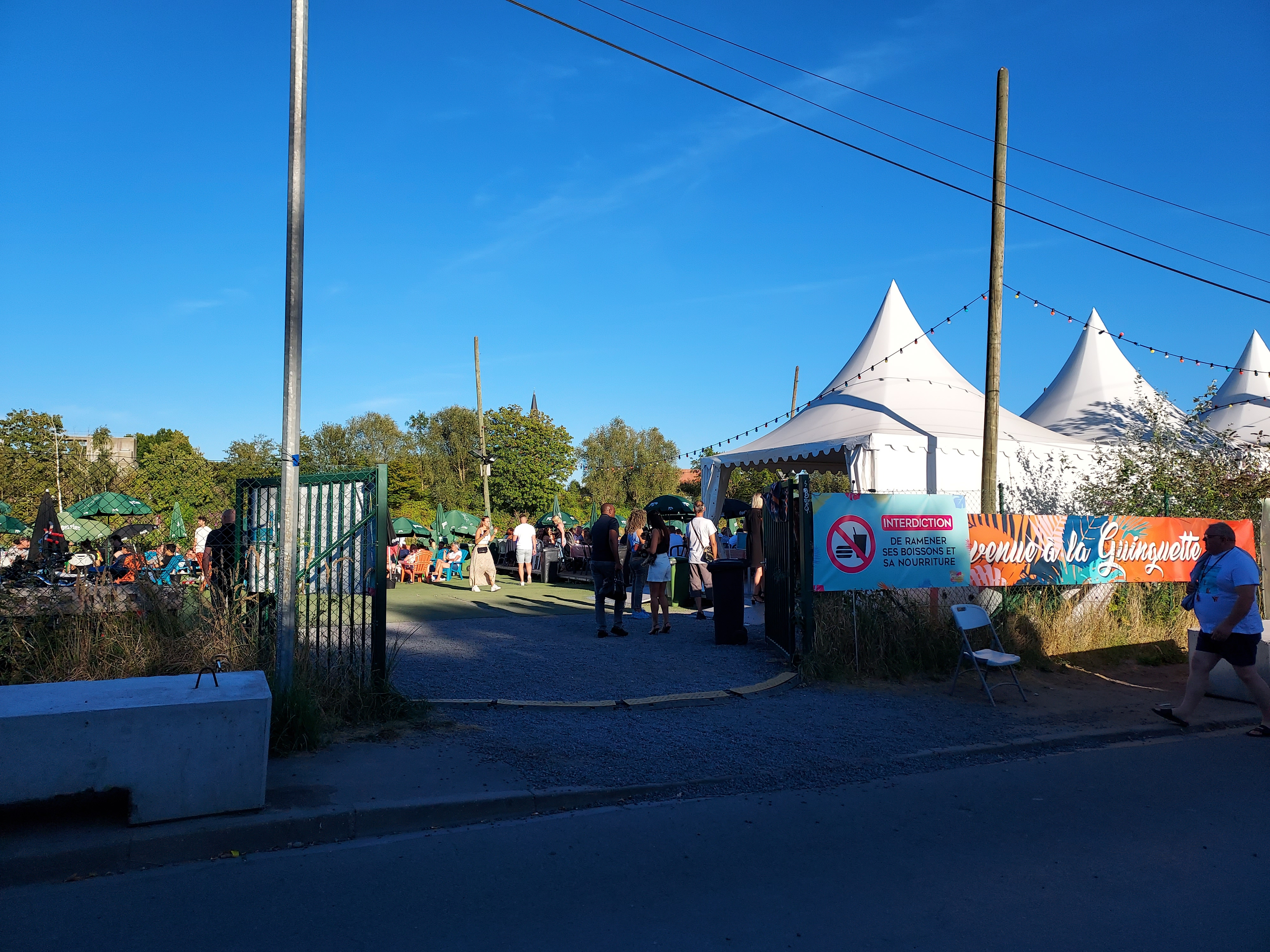
Une guinguette éphémère — la guinguette Marquette — à Saint-André-lez-Lille (2022).

## Guinguettes dans la culture populaire

### Documentaires
- Nogent, Eldorado du dimanche de Marcel Carné, 1929.
- La Marne, une rivière de chansons, écrit et produit par Philippe Blanchis, réalisé en 2002 par Philippe Pinson, avec entre autres, Jean-Marc Thibault[15].

### Films de fiction
- La Belle Équipe de Julien Duvivier, 1936, avec Charles Vanel et Jean Gabin chantant sa fameuse valse Quand on se promène au bord de l'eau.
- Casque d'Or de Jacques Becker, 1952, avec Simone Signoret et Serge Reggiani.
- Un dimanche à la campagne de Bertrand Tavernier, sorti en 1984.

### Chansons
- La guinguette a fermé ses volets (1934), chantée par Damia[16]
- À Joinville-le-Pont (1952), chantée par Bourvil